# タンタイト
タンタイト (Tantite) は、希少な五酸化タンタル鉱物であり、化学式はTa2O5である。透明で微視的な無色の三斜晶系Pedial型結晶であり、ダイヤモンド様光沢を持つ。モース硬度は7で、8.45という大きな比重を持つ。化学分析により、酸化ニオブのインクルージョンを稀に (1.3%) 持つことが示された。
1983年にロシアのコラ半島で産出するペグマタイト中に生じているものが、初めて記載された。ウィスコンシン州フローレンス郡のペグマタイト複合体からも報告されている。共生鉱物には、リシア電気石、リチア雲母、リシア輝石、コルタン、ウォッジナイト、マイクロ石等がある。